# La Rosa Morada
La Rosa Morada, también llamada San Martín de la Rosa es un asentamiento situado en el Municipio de San Luis de la Paz Guanajuato, México. Tiene 94 habitantes, estando en la posición número 159 de todo el municipio. La Rosa Morada, San Martín de la Rosa está a 1,985 metros de altitud.
Se encuentra a 9.4 kilómetros en dirección Noroeste de San Luis de la Paz.